# Dicranomyia (Dicranomyia) jujuyensis jujuyensis
Dicranomyia (Dicranomyia) jujuyensis jujuyensis is een ondersoort van de tweevleugelige Dicranomyia (Dicranomyia) jujuyensis uit de familie steltmuggen (Limoniidae). De ondersoort komt voor in het Neotropisch gebied.